# Bad Volderwildbad

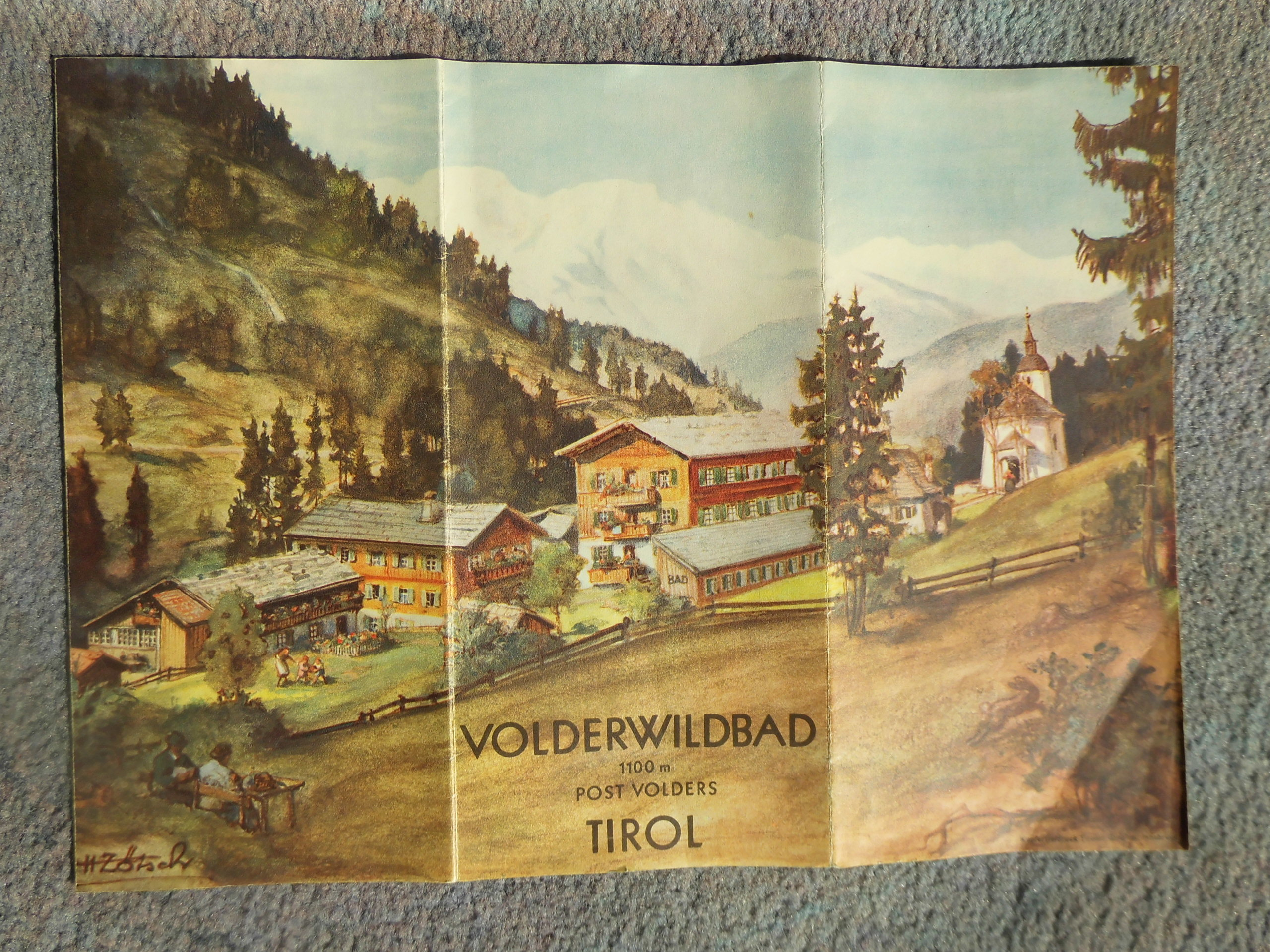
Hausprospekt der 1950er Jahre mit dem Panorama von Volderwildbad

Das Anwesen Bad Volderwildbad liegt im Voldertal, ein kleines Seitental des Tiroler Inntals in den Tuxer Alpen, auf 1104 Meter Höhe und ist ein Ortsteil der Gemeinde Volders. Es wurde bis zur Schließung als „Alpengasthof, Bad und Pension“ betrieben.

## Geschichte

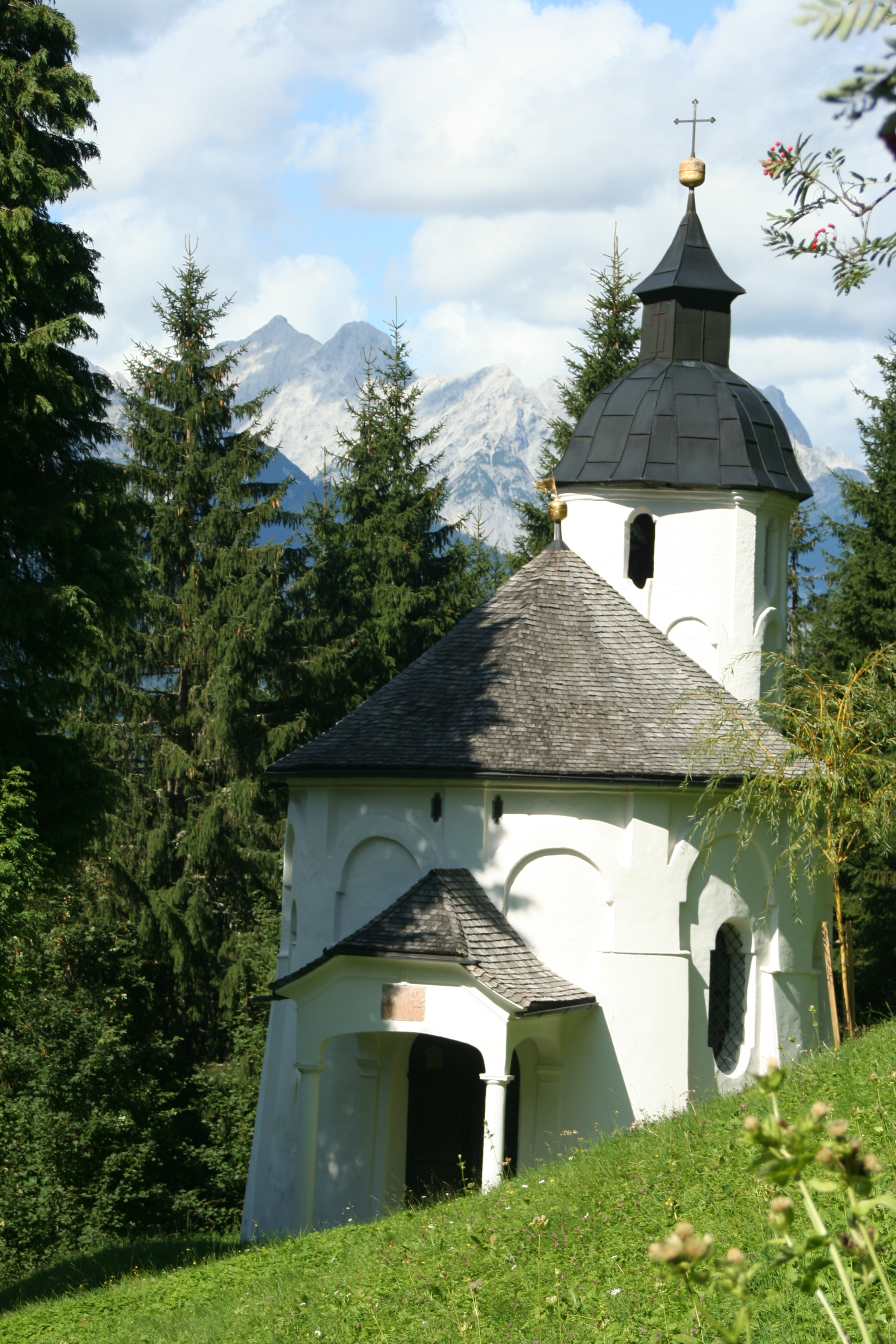
Die Kapelle in Volderwildbad

Die alte Siedlung war Jagdaufenthalt der Tiroler Landesherren und wurde 1463 erstmals urkundlich erwähnt. Freiherr Damian Genger erbaute 1625 eine Barockkapelle, geweiht den heiligen Ärzten Cosmas und Damian. Die Bedeutung Volderwildbads als Heilbad wurde 1756 in einer Chronik ausführlich gerühmt. Zeitweise wurde es auch als „Bad Jungbrunnen“ bezeichnet. Maximilian I. der letzte Ritter und der Bauernführer Josef Speckbacher zählten zu den berühmten Gästen. 1919 wurde der Pensionsgasthof Volderwildbad mit Sägewerk und Landwirtschaft von Josef Fink übernommen.

## Betrieb des Bades unter Josef Fink
Im Fürstenhaus und dem Speckbacherhaus wurden die Gäste untergebracht und betreut. Die Holzhäuser des Anwesens hatten 40 Zimmer mit 50 Betten. Eine in Fleischspeisen und fleischlosen Gerichten abwechslungsreiche Küche mit viel Obst und Gemüse wurde von Finks Ehefrau geboten. Die Vollpension betrug um 1960 ca. 65 Schillinge. Eine Bibliothek für Gäste und eine Wäscherei waren vorhanden. Bis in die 1970er Jahre wurde das Bad ohne neuzeitliche Hoteltechnik mit seinen schwefel- und eisenhaltigen Quellen für Kuren gegen Gicht und Rheuma, Magen- und Nervenleiden betrieben. Zusätzlich wurden Fichtennadelbäder angeboten.